# Raion de Svietlahorsk
Raion de Svietlahorsk (en belarús: Светлагорскі раён; en rus: Светлогóрский район) és un districte de la província de Hòmiel, a Belarús. El seu centre administratiu és la ciutat de Svietlahorsk.

## Població

### Nacionalitats
Segons dates del cens de 2009, la població resident en el raion és composta principalment de 3 nacionalitats:
- 88,62 % Belarussos ;
- 8,68 % Russos ;
- 1,73 % Ucraïnesos.